# Alwin Hartmann (Politiker, 1863)
Christian Karl Alwin Hartmann, auch Christian Carl Alwin Hartmann (* 4. Mai 1863 in Roda bei Lautenbach; † 14. Dezember 1934 in Ruppersdorf) war ein deutscher Postbeamter und Politiker.

## Leben
Hartmann war der Sohn des Bauerngutsbesitzers Johann Gottfried Bernhard Hartmann und dessen Ehefrau Henriette Pauline geborene Neumeister. Hartmann, der evangelisch-lutherischer Konfession war, heiratete am 1. Juni 1890 in Roppersdorf Anna Hermine Lina Ziermann (* 10. September 1871 in Ruppersdorf; † 27. Februar 1918 ebenda), die Tochter des Ökonomen und Zimmermanns Bernhard Ziermann in Ruppersdorf.
Hartmann Landwirt und 30 Jahre lang Postbeamter in Ruppersdorf. Dort war er auch Mitglied des Kirchenvorstandes und vieler Vereine.
Vom 25. Januar 1914 bis zum 12. Februar 1919 war er Mitglied im Landtag Reuß jüngerer Linie.